# A15-Phasen

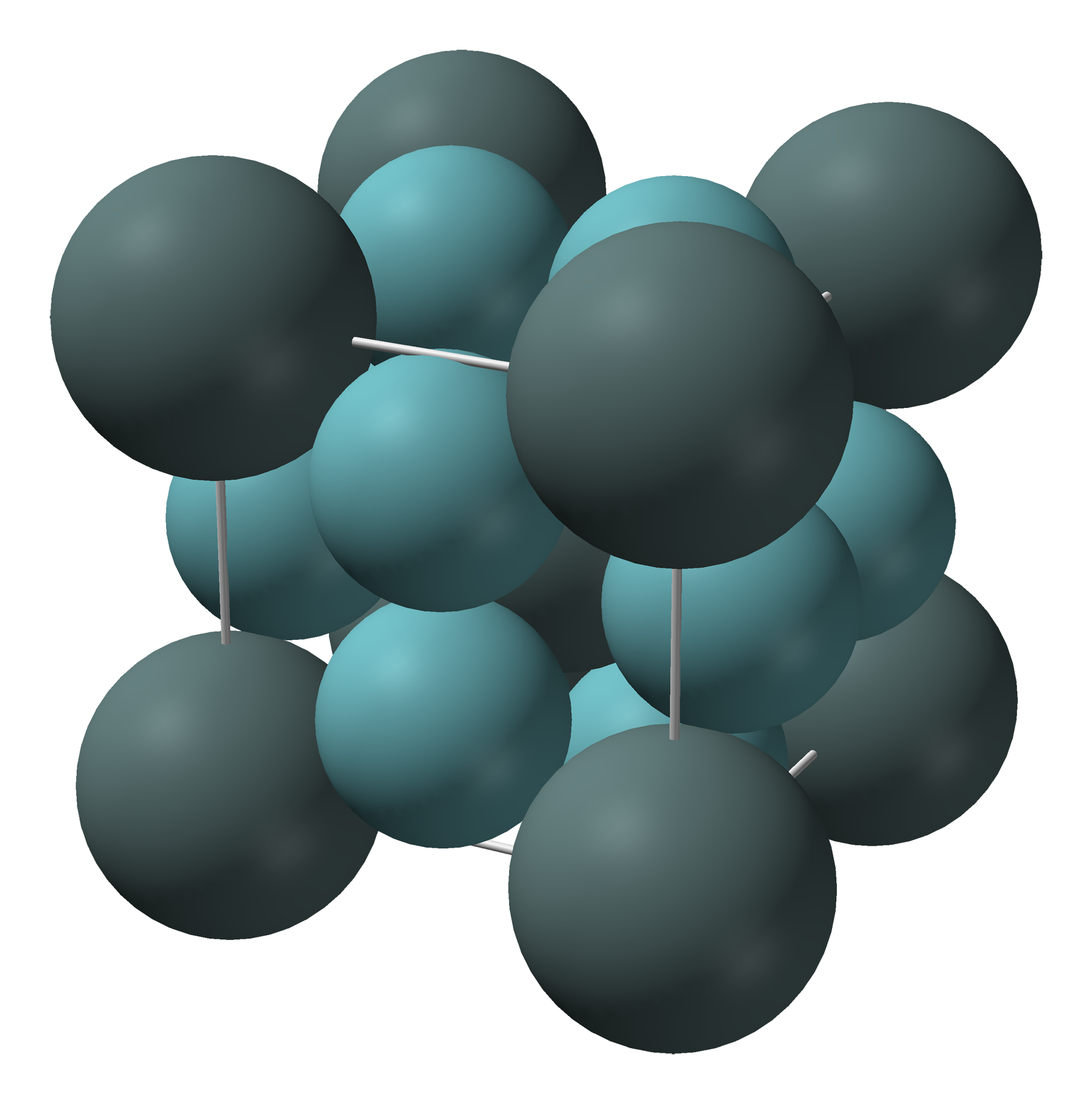
Elementarzelle einer A15-Struktur, z. B. von Nb_{3}Sn

Die A15-Phasen bilden eine Stoffgruppe, die sich durch eine bestimmte, im Bild gezeigte A15-Struktur auszeichnet. Zwei Beispiele für A15-Phasen sind Cr3Si und Nb3Sn.
Eine A15-Phase ist entweder eine intermetallische Phase vom Typ A3B oder eine Modifikation des Elements Wolfram. Im Jahr 2015 waren unter den binären Verbindungen schon über 60 A15-Phasen bekannt, außerdem noch Mischungen daraus.
Alle A15-Phasen haben eine bestimmte Kristallstruktur, die sogenannte β-W-Struktur des Wolframs, die zum kubischen Kristallsystem gehört und zur Raumgruppe Pm3n (Nr. 223). Sie wurde an elektrolytisch erhaltenem Wolfram entdeckt – also an einem Element –, wobei im β-Wolfram eine Elementarzelle acht Wolframatome enthält. Typischerweise haben A15-Phasen die Zusammensetzung A3B, wobei A ein Übergangsmetall (z. B. Ti, V, Cr; Zr, Nb, Mo; Ta, W) und B z. B. ein Hauptgruppenelement (Al, Si, P; Ga, Ge, As; In, Sn, Sb; Pb, Bi) ist. Die wichtigsten Verbindungen mit A15-Phase sind technisch wichtige Supraleiter. Sie werden für Anwendungen genutzt, die große Ströme und Magnetfelder erfordern, z. B. für das bildgebende Verfahren der Kernspinresonanz in der Medizin. In solchen Anwendungen sind sie den bisher bekannten Hochtemperatursupraleitern deutlich überlegen.
|   | Gruppe IVb | Gruppe Vb | Gruppe VIb |  | Gruppe IIIa | Gruppe IVa | Gruppe Va |
| - | ---------- | --------- | ---------- |  | ----------- | ---------- | --------- |
| 3 |            |           |            |  | Al          | Si         | P         |
| 4 | Ti         | V         | Cr         |  | Ga          | Ge         | As        |
| 5 | Zr         | Nb        | Mo         |  | In          | Sn         | Sb        |
| 6 |            | Ta        |            |  |             | Pb         | Bi        |

## Eigenschaften und Verwendung der intermetallischen Phasen
A15-Phasen ermöglichen den Bau von supraleitenden Magneten mit magnetischen Flussdichten von mehr als 10 T. Die höchste bekannte Sprungtemperatur für A15-Phasen ist 23.2 K für Nb3Ge.
Die technisch wichtigste Phase ist Nb3Sn, da es das einzige A15-Material ist, für das kostengünstige Verfahren zur Leiterfertigung entwickelt wurden.
Die erste, über viele Jahre verwendete Herstellungsverfahren nutzte Bänder mit Nb3Sn, die aus Nb-Bändern durch Erhitzen in flüssigem Zinn erhalten wurden.
Die A15-Phasen sind außerordentlich spröde und können daher nicht plastisch verformt werden. Herkömmliche Verfahren zum Ziehen von Drähten können daher nicht verwendet werden, und auch Gießverfahren der geschmolzenen Phasen sind nicht praktikabel. Möglich ist eine Verarbeitung von Nb3Sn als Pulver in einer Röhre – dabei kann das Nb3Sn auch erst in der Röhre hergestellt werden.

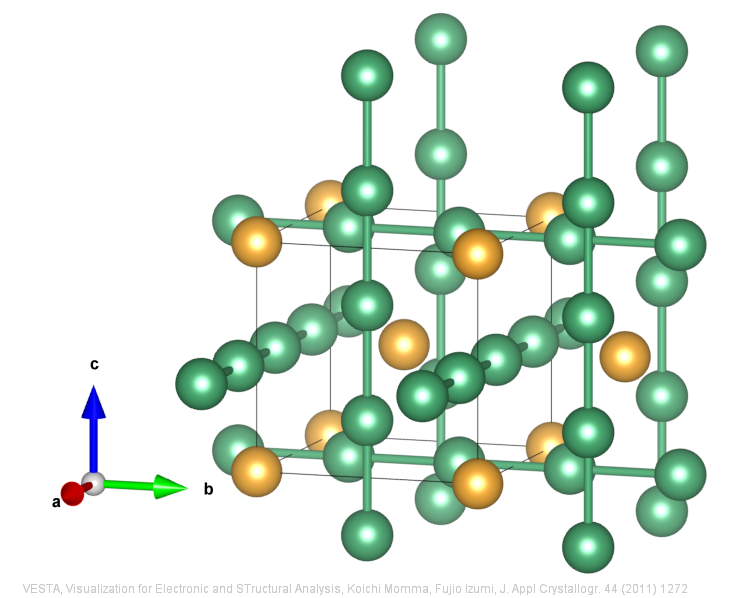
Schematische Darstellung der Cr_{3}Si- oder A15-Struktur von A_{3}B-Phasen. Die A-Atome sind in zueinander orthogonalen Reihen angeordnet. Die eingezeichneten „Stäbe“ dienen zur Veranschaulichung und Verdeutlichung dieser Anordnung, sie sollen keine besonderen Bindungen symbolisieren.

A15-Phasen können thermisch ziemlich stabil sein: Für Nb3Al wird ein Schmelzpunkt von 2060 °C angegeben, Mo3Si geht bei 2025 °C peritektisch in festes Mo und Schmelze über. Nb3Sn hingegen wandelt sich schon bei 43 K in eine tetragonale Struktur um.

## Beschreibung der Struktur

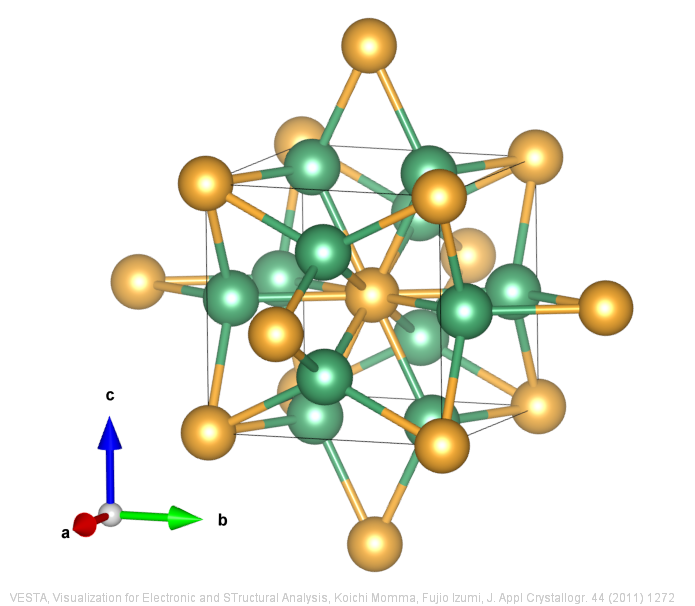
Schematische Darstellung der Cr_{3}Si- oder A15-Struktur von A_{3}B-Phasen. Jedes B-Atom ist von 12 A-Atomen umgeben, jedes A-Atom von vier B-Atomen. Die eingezeichneten „Stäbe“ dienen zur Verdeutlichung der Anordnung und sollen keine besonderen Bindungen darstellen.

In der A15-A3B-Struktur besetzen die B-Atome die Ecken und das Zentrum der Elementarzelle. Das entspricht einer kubisch raumzentrierten Anordnung mit zwei B-Atomen pro Elementarzelle an den Positionen a(0,0,0) und a(½,½,½), wobei a der Gitterparameter ist. Es befinden sich sechs A-Atome in der Elementarzelle, die paarweise auf den Flächen der kubischen Zelle angeordnet sind, nämlich an den Positionen a(½,±¼,0), a(0,½,±¼), und a(±¼,0,½). Die A-Atome sind somit auf Geraden angeordnet, die parallel zu den drei aufeinander senkrecht stehenden Achsen verlaufen. Jedes B-Atom ist von 12 A-Atomen umgeben, d. h. die Koordinationszahl ist 12, wobei die 12 A-Atome ein nicht reguläres, sondern verzerrtes Ikosaeder bilden. Die Koordinationszahl von A ist 14, da jedes A in kurzem Abstand ({\displaystyle {\tfrac {a}{2}}=0{,}5\ a}) mit zwei A-Atomen, in mittlerem Abstand mit vier B-Atomen (vier gleiche Bindungslängen von {\displaystyle {\tfrac {\sqrt {5}}{4}}a\approx 0{,}559\ a}, gegenüber einem Tetraeder stark verzerrte Winkel) und in längerem Abstand ({\displaystyle {\tfrac {\sqrt {6}}{4}}a\approx 0{,}612\ a}) mit weiteren 8 A-Atomen benachbart ist.

## Phasen des Wolframs: α-W und die A15-Phase β-W
Während das gewöhnliche Wolfram, α-W genannt, eine kubisch raumzentrierte (body centered cubic bcc) Kristallstruktur hat, hat das β-W die A15-Struktur. Es war lange Zeit umstritten, ob das β-W eine echte Modifikation des reinen Wolframs ist oder ob es z. B. als Wolframoxid anzusehen sei. Neuere Arbeiten belegen, dass reinstes, sauerstofffreies Wolfram gar keine A15-Phase bildet, da die bcc-Phase die thermodynamisch stabile Phase ist. Demnach stabilisiert Sauerstoff die A15-Phase und spielt bei ihrer Bildung eine wichtige Rolle.
Während α-Wolfram eine Sprungtemperatur zur Supraleitung von 0.1 K hat, liegt die von β-W bei 1–4 K.

## Historisches
Die erste bekannte A15-Phase war die 1931 entdeckte β-W-Struktur des Wolframs. 1933 wurde dann die erste binäre Verbindung mit A15-Struktur entdeckt, das Chromsilicid Cr3Si. In einer im Februar 1953 veröffentlichten Arbeit wurde erstmals belegt, dass A15-Phasen supraleitend sein können. Dabei wurden aus damaliger Sicht erstaunlich hohe Sprungtemperaturen gemessen: 17,0 K für V3Si; 6.0 K für V3Ge, 1,30 K für Mo3Si und 1,43 K für Mo3Ge.
Wichtige Beiträge zur Erforschung der Supraleitung der A15-Phasen wurden von Theodore Geballe und Bernd Matthias geleistet, die zusammen in den Bell Laboratories arbeiteten. Beispielsweise veröffentlichten sie 1967 die Beschreibung einer festen Lösung von Nb3Al und Nb3Ge, des ersten bekannten Supraleiters mit einer Sprungtemperatur oberhalb 20 K. Über 32 Jahre, von 1954 bis zur Entdeckung der Hochtemperatursupraleiter 1986, hielten die A15-Phasen die Spitzenposition bei den Stoffen mit den höchsten Sprungtemperaturen für die Supraleitung.

## Zugehörigkeit zu den Frank-Kasper-Phasen
Zusammen mit anderen intermetallischen Verbindungen wie z. B. den Laves-Phasen gehören die A15-Phasen zu den Frank-Kasper-Phasen, die durch Koordinationspolyeder mit Koordinationszahlen von 12, 13, 14, 15 und 16 gekennzeichnet sind und die sich durch ihre für die technische Anwendung oft ungünstige Sprödigkeit auszeichnen.